# Edwin Tietjens
Edwin Tietjens (San Pietroburgo, 20 marzo 1894 – Berlino, 22 maggio 1944) è stato uno psichiatra tedesco., Lavorò a Berlino negli anni '20 e '30 e fu un combattente della resistenza contro il regime nazista.

## Biografia
Dopo aver conseguito il dottorato in filosofia, nel 1926 divenne il quarto marito di Luigina von Fabrice.
Nel 1941 si rivolse ad Adam Kuckhoff per scrivere e pubblicare il romanzo poliziesco Strogany und die Vermissten con lo pseudonimo di "Peter Tarin": entrambi furono attivi nel gruppo dell'Orchestra Rossa e in questo romanzo inclusero le loro idee sovversive.
Nel 1943, Edwin e sua moglie Luigina nascosero un'operaia calzaturiera ebrea, Ruth Heynemann, e sua madre, procurando loro documenti falsi e ospitandoli nella loro casa di Berlino. Dopo la morte di Tietjens per infarto, la moglie continuò a prendersi cura delle donne fino all'arrivo dell'esercito russo. Per questo motivo il 27 maggio 1997 entrambi furono riconosciuti tra i Giusti tra le nazioni.

## Opere
- (DE) Desuggestion; ihre Bedeutung und Auswertung: Gesundheit, Erfolg, Glück, Berlino, O. Elsner, 1929.
  - (EN) Desuggestion for the attainment of health, happiness, and success, traduzione di Eden Paul, Cedar Paul, London, Allen & Unwin, 1931.
- Adam Kuckhoff e Peter Tarin, Strogany und die Vermissten, in Edition Widergänger, E-Book-News Press,  p. 328.